# Kaluka
Kaluka – wieś w Estonii, w prowincji Võru, w gminie Rõuge.